# Điện hoa

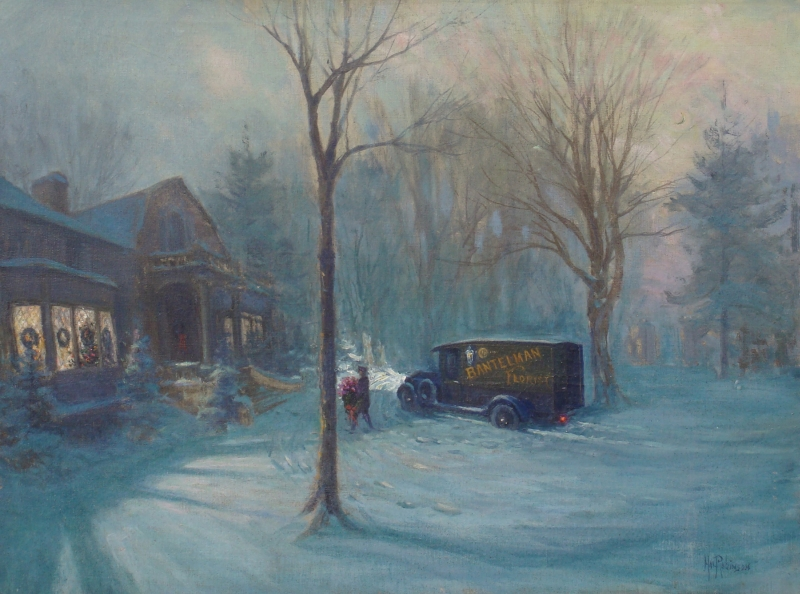
Tranh vẽ chuyển hoa ngày Giáng sinh của Hal Robinson

Điện hoa (tiếng Anh: flower delivery) là một ngành dịch vụ hoa tươi và quà tặng. Các công ty giúp khách hàng gửi những sản phẩm hoa tươi, quà tặng... đến người thân, bạn bè và đối tác. Khách hàng có thể điện hoa chúc mừng sinh nhật, đám cưới, khai trương sự kiện, điện hoa chia buồn...
Điện hoa là một ngành kinh doanh dịch vụ rất phát triển trong thời hiện đại. Đây là một mô hình dịch vụ phục vụ nhu cầu giao tiếp và tinh thần của con người. Điện hoa đòi hỏi sự tinh tế, tận tình, uy tín bởi chỉ một yếu tố sai sót nhỏ trong dịch vụ cũng có thể ảnh hưởng nghiêm trọng đến khách hàng.
Trên thế giới, ngành dịch vụ điện hoa đã phát triển đến mức độ chuyên nghiệp cao.
Ở Việt Nam, ngành này vẫn đang trong giai đoạn phát triển và hoàn thiện chất lượng dịch vụ.

## Danh mục điện hoa
- Điện hoa chúc mừng sinh nhật: Có thể sử dụng các lẵng hoa, bó hoa để tặng nhân dịp ngày sinh nhật.
- Điện hoa mừng khai trương: Khi người thân, đối tác hay khách hàng khai trương công ty, cửa hàng, làm lễ động thổ, khánh thành,...thường sẽ gửi các kệ hoa hay giỏ hoa để chúc mừng.
- Điện hoa tình yêu
- Điện hoa chúc mừng
- Điện hoa chia buồn